# Steenweg 2
Steenweg 2 is een winkelpand aan de Steenweg in de Nederlandse stad Roermond. Het is gelegen op de hoek van de Steenweg en de Bergstraat in het centrum van Roermond. Het pand is gebouwd in 1925 met invloeden van het nieuwe bouwen. Op de begane grond bevond zich oorspronkelijk het modehuis Chic van de familie Thomassen die er boven woonde.
De vensters op de tweede bouwlaag hebben gekleurd glas in lood uit 1953 van Max Weiss en tonen de ontwikkeling van kleding vanaf de Oude Grieken tot ca. 1940. Deze vensters benadrukken de oorspronkelijke functie van het gebouw.
In 2002 werd het pand als rijksmonument ingeschreven in het register.